# Hienadź Alejnikau
Hienadź Stanisławawicz Alejnikau (biał. Генадзь Станіслававіч Алейнікаў, ros. Геннадий Станиславович Алейников, Giennadij Stanisławowicz Alejnikow; ur. 10 listopada 1947 w Mińsku, zm. 13 września 2017) – białoruski ekonomista i bankowiec, w latach 1997–1998 przewodniczący zarządu Narodowego Banku Republiki Białorusi.

## Życiorys
Urodził się 10 listopada 1947 roku w Mińsku, w Białoruskiej SRR, ZSRR. W 1977 roku ukończył Białoruski Państwowy Instytut Gospodarki Narodowej im. Kujbyszewa ze specjalnością „obrót pieniężny i kredyt”. W 1985 roku ukończył studia na Wydziale Ekonomistów-Międzynarodowców Wszechzwiązkowej Akademii Handlu Zagranicznego w Moskwie ze specjalnością „międzynarodowe stosunki ekonomiczne” ze znajomością języka obcego. Posługiwał się językami angielskim i francuskim.
W latach 1977–1978 pracował w Mińsku jako inspektor kredytowy Frunzeńskiego Oddziału Banku Państwowego ZSRR. W latach 1978–1982 był kierownikiem Centralnego Oddziału Banku Państwowego Mińskiego Miejskiego Biura Banku Państwowego ZSRR. W latach 1985–1987 pełnił funkcję zastępcy kierownika Mińskiego Miejskiego Biura Banku Państwowego ZSRR. W latach 1987–1988 pracował jako zastępca przewodniczącego Leninowskiego Rejonowego Komitetu Wykonawczego m. Mińska. W latach 1988–1989 był szefem zarządu Mińskiego Miejskiego Zarządu Banku Państwowego ZSRR. Od 1989 do listopada 1991 roku pracował jako zastępca przewodniczącego zarządu – kierownik Zarządu Planowo-Ekonomicznego Białoruskiego Banku Republikańskiego Banku Współpracy Gospodarczej z Zagranicą ZSRR. Od listopada 1991 do 1997 roku pełnił funkcję prezesa – przewodniczącego Rady Dyrektorów Banku Współpracy Gospodarczej z Zagranicą Republiki Białorusi. Od 16 stycznia 1997 roku był przewodniczącym zarządu Narodowego Banku Republiki Białorusi. 30 stycznia tego samego roku wszedł w skład Rady Ministrów Białorusi, a 5 lutego został członkiem jej Prezydium. Od 10 lutego 1997 roku do 28 maja 1998 roku wchodził w skład Komisji Walutowo-Kredytowej Rady Ministrów. 20 marca 1998 roku został zdymisjonowany ze stanowiska szefa Banku Narodowego w związku z gwałtownym spadkiem kursu rubla białoruskiego. Od 1999 roku do grudnia 2007 roku pracował jako przewodniczący zarządu Banku Handlu Międzynarodowego i Inwestycji. Odszedł ze stanowiska po przejęciu tego banku przez rosyjskie konsorcjum Alfa-Grupp w grudniu 2007 roku. Zmarł 13 września 2017 roku.

## Odznaczenia
- Gramota Pochwalna Rady Ministrów Republiki Białorusi (10 listopada 1997) – za wieloletnią rzetelną pracę w systemie bankowym republiki i w związku z 50-leciem urodzin[11].

## Życie prywatne
Hienadź Alejnikau był żonaty z Wolhą Alejnikawą – profesor, dyrektor Republikańskiego Centrum Naukowo-Praktycznego Onkologii, Hematologii i Immunologii Dziecięcej. Małżonkowie urodzili się w ten sam dzień roku, chociaż w różnych latach. Mieli trzech synów, z których jeden – Maksim – jest producentem i kompozytorem.

## Oceny
Zdaniem Iryny Jekadumawej, Hienadź Alejnikau znalazł się w ekipie prezydenta Alaksandra Łukaszenki jako specjalista-pragmatyk, gotowy pracować z władzą niezależnie od politycznego kursu kraju.